# Mammillaria berkiana
Mammillaria berkiana là một loài thực vật có hoa trong họ Cactaceae. Loài này được A.B. Lau mô tả khoa học đầu tiên năm 1986.